# Liste der Bürgermeister der Stadt São Paulo

Stadtwappen

Die Liste der Bürgermeister der Stadt São Paulo bietet einen Überblick über alle Bürgermeister der brasilianischen Stadt São Paulo seit Einführung des Amtes im Jahre 1899.
| Nr. | Name                              | Amtszeit                             |
| --- | --------------------------------- | ------------------------------------ |
| 01. | Antônio da Silva Prado            | 7. Januar 1899 – 15. Januar 1911     |
| 02. | Raimundo da Silva Duprat          | 16. Januar 1911 – 14. Januar 1914    |
| 03. | Washington Luís Pereira de Sousa  | 15. Januar 1914 – 15. August 1919    |
| 04. | Álvaro Gomes da Rocha Azevedo     | 16. August 1919 – 15. Januar 1920    |
| 05. | Firmiano Morais Pinto             | 16. Januar 1920 – 15. Januar 1926    |
| 06. | José Pires do Rio                 | 16. Januar 1926 – 23. Oktober 1930   |
| 07. | Joaquim José Cardoso de Melo Neto | 24. Oktober 1930 – 5. Dezember 1930  |
| 08. | Luís Inácio de Anhaia Melo        | 6. Dezember 1930 – 25. Juli 1931     |
| 09. | Francisco Machado de Campos       | 26. Juli 1931 – 13. November 1931    |
| 10. | Luís Inácio de Anhaia Melo        | 14. November 1931 – 4. Dezember 1931 |
| 11. | Henrique Jorge Guedes             | 5. Dezember 1931 – 23. Mai 1932      |
| 12. | Gofredo da Silva Teles            | 24. Mai 1932 – 2. Oktober 1932       |
| 13. | Artur Sabóia                      | 3. Oktober 1932 – 28. Dezember 1932  |
| 14. | Teodoro Augusto Ramos             | 29. Dezember 1932 – 1. April 1933    |
| 15. | Artur Sabóia                      | 2. April 1933 – 22. Mai 1933         |
| 16. | Osvaldo Gomes da Costa            | 23. Mai 1933 – 30. Juli 1933         |
| 17. | Carlos dos Santos Gomes           | 31. Juli 1933 – 21. August 1933      |
| 18. | Antonio Carlos Assunção           | 22. August 1933 – 6. September 1934  |
| 19. | Fábio da Silva Prado              | 7. September 1934 – 31. Januar 1938  |
| 20. | Paulo Barbosa de Campos Filho     | 1. Februar 1938 – 15. Februar 1938   |
| 21. | Fábio da Silva Prado              | 16. Februar 1938 – 30. April 1938    |
| 22. | Francisco Prestes Maia            | 1. Mai 1938 – 10. November 1945      |
| 23. | Abraão Ribeiro                    | 11. November 1945 – 14. März 1947    |
| 24. | Cristiano Stockler das Neves      | 15. März 1947 – 28. August 1947      |
| 25. | Paulo Lauro                       | 29. August 1947 – 25. August 1948    |
| 26. | Milton Improta                    | 26. August 1948 – 3. Januar 1949     |
| 27. | Asdrúbal Eurítisses da Cunha      | 14. Januar 1949 – 27. Februar 1950   |
| 28. | Lineu Prestes                     | 28. Februar 1950 – 31. Januar 1951   |
| 29. | Armando de Arruda Pereira         | 1. Februar 1951 – 7. April 1953      |
| 30. | Jânio da Silva Quadros            | 8. April 1953 – 6. Juli 1954         |
| 31. | José Porfírio da Paz              | 7. Juli 1954 – 17. Januar 1955       |
| 32. | Jânio da Silva Quadros            | 18. Januar 1955 – 5. Februar 1955    |
| 33. | William Salem                     | 6. Februar 1955 – 1. Juli 1955       |
| 34. | Juvenal Lino de Matos             | 2. Juli 1955 – 10. April 1956        |
| 35. | Vladimir de Toledo Piza           | 11. April 1956 – 7. April 1957       |
| 36. | Ademar Pereira de Barros          | 8. April 1957 – 9. Januar 1958       |
| 37. | Cantídio Nogueira Sampaio         | 10. Januar 1958 – 6. Februar 1958    |
| 38. | Ademar Pereira de Barros          | 7. Februar 1958 – 8. Februar 1961    |
| 39. | Manuel de Figueiredo Ferraz       | 9. Februar 1961 – 28. Februar 1961   |
| 40. | Ademar Pereira de Barros          | 1. März 1961 – 7. April 1961         |
| 41. | Francisco Prestes Maia            | 8. April 1961 – 7. April 1965        |
| 42. | José Vicente Faria Lima           | 8. April 1965 – 7. April 1969        |
| 43. | Paulo Salim Maluf                 | 8. April 1969 – 7. April 1971        |
| 44. | José Carlos de Figueiredo Ferraz  | 8. April 1971 – 21. August 1973      |
| 45. | João Brasil Vita                  | 22. August 1973 – 27. August 1973    |
| 46. | Miguel Colasuono                  | 28. August 1973 – 16. August 1975    |
| 47. | Olavo Egídio Setúbal              | 17. August 1975 – 11. Juli 1979      |
| 48. | Reinaldo Emídio de Barros         | 12. Juli 1979 – 14. Mai 1982         |
| 49. | Antonio Salim Curiati             | 15. Mai 1982 – 14. März 1983         |
| 50. | Francisco Altino Lima             | 15. März 1983 – 10. Mai 1983         |
| 51. | Mario Covas                       | 11. Mai 1983 – 31. Dezember 1985     |
| 52. | Jânio da Silva Quadros            | 1. Januar 1986 – 31. Dezember 1988   |
| 53. | Luiza Erundina de Souza           | 1. Januar 1989 – 31. Dezember 1992   |
| 54. | Paulo Salim Maluf                 | 1. Januar 1993 – 31. Dezember 1996   |
| 55. | Celso Pitta                       | 1. Januar 1997 – 25. Mai 2000        |
| 56. | Régis de Oliveira                 | 26. Mai 2000 – 13. Juni 2000         |
| 57. | Celso Pitta                       | 14. Juni 2000 – 31. Dezember 2000    |
| 58. | Marta Suplicy                     | 1. Januar 2001 – 31. Dezember 2004   |
| 59. | José Serra                        | 1. Januar 2005 – 31. März 2006       |
| 60. | Gilberto Kassab                   | 1. April 2006 – 1. Januar 2013       |
| 61. | Fernando Haddad                   | 1. Januar 2013 – 31. Dezember 2016   |
| 62. | João Doria Júnior                 | 1. Januar 2017 – 6. April 2018       |
| 63. | Bruno Covas                       | 6. April 2018 – 16. Mai 2021         |
| 64. | Ricardo Nunes                     | 16. Mai 2021 – amtierend             |

Mehrmalige Amtsträger werden je Amt gezählt, so ist z. B. Bruno Covas die 53. Amtsperson, jedoch in der 63. Trägerschaft.